# PrimeGrid
PrimeGrid ist ein Volunteer-Computing-Projekt mit mehreren Unterprojekten, das mittels der Technik des verteilten Rechnens nach speziellen Primzahlen sucht. Wurde ursprünglich eine Primzahldatenbank erstellt, sucht man heute nach einer Vielzahl von Primzahlen spezieller Form.
Das Projekt wurde offiziell im Juli 2005 gestartet. Die Basis der Berechnungen bildet die Software BOINC von der University of California, Berkeley.
Das Projekt fand unter anderem die größten bekannten Zwillingsprimzahlen, Woodall- und Cullenprimzahlen.

## Unterprojekte
- 321 Prime Search: sucht nach Primzahlen mit mehr als 1.000.000 Dezimalstellen der Form {\displaystyle 3\cdot 2^{n}\pm 1}.
- Cullen-Woodall Search: sucht nach Primzahlen mit mehr als 1.000.000 Dezimalstellen der Formen {\displaystyle n\cdot 2^{n}\pm 1} (siehe Cullen- bzw. Woodall-Zahl).
- Prime Sierpinski Project: versucht das Prime-Sierpiński-Problem zu lösen.
- Proth Prime Search: sucht nach Prothschen Primzahlen.
- Seventeen or Bust: versucht das Sierpiński-Problem zu lösen.[1]
- Sophie Germain Prime Search: sucht nach Sophie-Germain-Primzahlen.
- The Riesel problem: versucht das Riesel-Problem zu lösen.

### Ehemalige Projekte
- AP26 Search: suchte nach einer arithmetischen Folge mit 26 Primzahlen. Am 12. April 2010 wurde die erste arithmetische Folge mit 26 Primzahlen in konstantem Abstand gefunden. Sie lautet {\displaystyle 43142746595714191+23681770\cdot 23\#\cdot n} für {\displaystyle n=0..25}, wobei 23# = 223092870 die Primfakultät von 23 ist[2].
- Prime Generator: erstellte eine Primzahlendatenbank
- Twin Prime Search: suchte nach Primzahlzwillingen mit mehr als 10.000 Dezimalstellen der Form {\displaystyle k\cdot 2^{n}\pm 1}.[3]

### Project Staging Area
In der Project Staging Area werden Unterprojekte koordiniert, die noch nicht über BOINC ansprechbar sind.
- 27121 Sieving
- Factorial Sieving
- Generalized Fermat Number Prime Sieving
- Primorial Sieving
- Proth Prime Search Extended Sieving
- PRPNet